# Grand Prix automobile de Saint-Marin 2002
GP précédent GP suivant
Le Grand Prix automobile de Saint-Marin 2002 (Gran Premio di San Marino 2002), disputé sur l'Autodromo Enzo e Dino Ferrari le 14 avril 2002, est la 684e épreuve de l'histoire du championnat du monde de Formule 1 courue depuis 1950 et la quatrième épreuve du championnat 2002.

## Classement
| Pos. | No | Pilote                | Écurie           | Tours | Temps/Abandon                      | Grille | Points |
| ---- | -- | --------------------- | ---------------- | ----- | ---------------------------------- | ------ | ------ |
| 1    | 1  | Michael Schumacher    | Ferrari          | 62    | 1 h 29 min 10 s 789 (205,773 km/h) | 1      | 10     |
| 2    | 2  | Rubens Barrichello    | Ferrari          | 62    | + 17 s 907                         | 2      | 6      |
| 3    | 5  | Ralf Schumacher       | Williams-BMW     | 62    | + 19 s 755                         | 3      | 4      |
| 4    | 6  | Juan Pablo Montoya    | Williams-BMW     | 62    | + 44 s 725                         | 4      | 3      |
| 5    | 15 | Jenson Button         | Renault          | 62    | + 1 min 23 s 395                   | 9      | 2      |
| 6    | 3  | David Coulthard       | McLaren-Mercedes | 61    | + 1 tour                           | 6      | 1      |
| 7    | 11 | Jacques Villeneuve    | BAR-Honda        | 61    | + 1 tour                           | 10     |        |
| 8    | 8  | Felipe Massa          | Sauber-Petronas  | 61    | + 1 tour                           | 11     |        |
| 9    | 14 | Jarno Trulli          | Renault          | 61    | + 1 tour                           | 8      |        |
| 10   | 7  | Nick Heidfeld         | Sauber-Petronas  | 61    | + 1 tour                           | 7      |        |
| 11   | 23 | Mark Webber           | Minardi-Asiatech | 60    | + 2 tours                          | 19     |        |
| Abd. | 21 | Enrique Bernoldi      | Arrows-Ford      | 50    | Moteur                             | 20     |        |
| Abd. | 16 | Eddie Irvine          | Jaguar-Ford      | 45    | Transmission                       | 18     |        |
| Abd. | 4  | Kimi Räikkönen        | McLaren-Mercedes | 44    | Échappement                        | 5      |        |
| Abd. | 12 | Olivier Panis         | BAR-Honda        | 44    | Accélérateur                       | 12     |        |
| Abd. | 17 | Pedro de la Rosa      | Jaguar-Ford      | 30    | Transmission                       | 21     |        |
| Abd. | 24 | Mika Salo             | Toyota           | 26    | Boîte de vitesses                  | 16     |        |
| Abd. | 20 | Heinz-Harald Frentzen | Arrows-Ford      | 25    | Moteur                             | 13     |        |
| Abd. | 9  | Giancarlo Fisichella  | Jordan-Honda     | 19    | Panne hydraulique                  | 15     |        |
| Abd. | 10 | Takuma Satō           | Jordan-Honda     | 5     | Boîte de vitesses                  | 14     |        |
| Abd. | 25 | Allan McNish          | Toyota           | 0     | Panne électrique                   | 17     |        |
| Nq.  | 22 | Alex Yoong            | Minardi-Asiatech |       | Non qualifié                       |        |        |

## Pole position et record du tour
- Pole position : Michael Schumacher en 1 min 21 s 091 (vitesse moyenne : 218,998 km/h).
- Meilleur tour en course : Rubens Barrichello en 1 min 24 s 170 au 38e tour (vitesse moyenne : 210,987 km/h).

## Tours en tête
- Michael Schumacher : 60 (1-31 / 33-46 / 48-62)
- Rubens Barrichello : 2 (32 / 47)

## Statistiques
- 56e victoire pour Michael Schumacher.
- 147e victoire pour Ferrari en tant que constructeur.
- 147e victoire pour Ferrari en tant que motoriste.